# Jabłonowo (Piła)
Pour les articles homonymes, voir Jabłonowo.
Jabłonowo (prononciation : [jabwɔˈnɔvɔ]) est un  village polonais de la gmina de Ujście dans le powiat de Piła de la voïvodie de Grande-Pologne, dans le centre-ouest de la Pologne.
Il se situe à environ 9 kilomètres au sud-ouest de Ujście (siège de la gmina), 17 kilomètres au sud de Piła (siège du powiat), et à 69 kilomètres au nord de Poznań (capitale de la Grande-Pologne).

## Histoire
De 1975 à 1998, le village faisait partie du territoire de la voïvodie de Piła.

Depuis 1999, Jabłonowo est situé dans la voïvodie de Grande-Pologne.